# Ozzy Osbourne
John Michael "Ozzy" Osbourne (sinh ngày 3 tháng 12 năm 1948 – 22 tháng 7 năm 2025) là một ca sĩ, nhạc sĩ sáng tác bài hát và người dẫn truyền hình người Anh. Ông trở nên nổi tiếng vào thập niên 1970 với vai trò giọng ca chính của ban nhạc heavy metal Black Sabbath, thời điểm ấy ông lấy biệt hiệu là "Hoàng tử Bóng tối".
Osbourne bị sa thải khỏi Black Sabbath vào năm 1979 do dính dáng đến các vấn đề ma túy và rượu, nhưng rồi tiếp tục có một sự nghiệp solo thành công với việc phát hành 12 album phòng thu, trong đó 7 album đầu đã giành nhiều chứng chỉ bạch kim ở Mỹ. Kể từ đấy Osbourne đã tái hợp với Black Sabbath trong một số dịp. Ông tái gia nhập vào năm 1997 và giúp nhóm thu âm album phòng thu cuối cùng 13 (2013), trước khi họ khởi động chuyến lưu diễn chia tay, khép lại bằng buổi diễn tại quê nhà Birmingham vào tháng 2 năm 2017. Thâm niên hoạt động và sự thành công giúp ông được tặng danh hiệu không chính thức là "Cha đỡ đầu của metal".
Tổng doanh số bán album của Osbourne từ những năm ông còn hoạt động trong Black Sabbath cộng với sự nghiệp solo là hơn 100 triệu đĩa. Ông được ghi danh vào Đại sảnh danh vọng Rock and Roll dưới tư cách thành viên của Black Sabbath vào năm 1996, và ghi danh lần hai với tư cách nghệ sĩ solo vào năm 2024. Ông cũng có tên trong Đại sảnh danh vọng âm nhạc Anh dưới tư cách nghệ sĩ solo và thành viên của Black Sabbath. Ông còn được tôn vinh bằng những ngôi sao trên Đại lộ danh vọng Hollywood và Đại lộ danh vọng Birmingham. Tại giải Âm nhạc châu Âu của MTV 2014, ông nhận giải Biểu tượng toàn cầu. Năm 2015, Osbourne nhận giải Ivor Novello cho Thành tựu trọn đời từ Viện nhạc sĩ sáng tác bài hát, soạn nhạc và tác giả Anh.
Đầu những năm 2000, Osbourne trở thành ngôi sao truyền hình thực tế khi tự đóng chính mình trong chương trình truyền hình thực tế The Osbournes của MTV cùng người vợ kiêm quản lý Sharon và hai trong ba đứa con là Kelly và Jack. Ông cũng đóng cùng Jack và Kelly trong chương trình truyền hình  Ozzy & Jack's World Detour. Mùa ba của chương trình ra mắt vào tháng 6 năm 2018.

## Thân thế
Osbourne chào đời ở khu Aston của Birmingham. Mẹ ông, bà Lilian (nhũ danh Unitt; 1916–2001) là một người Công giáo (bất tuân) làm công nhân tại một nhà máy. Còn người cha, ông John Thomas "Jack" Osbourne (1915–1977) làm thợ tạo khuôn ca đêm tại General Electric Company. Osbourne có ba người chị là Jean, Iris và Gillian cùng hai cậu em trai Paul và Tony. Gia đình sống trong một mái ấm nhỏ có hai phòng ngủ tại số 14, Đường Lodge ở Aston. Osbourne có biệt hiệu là "Ozzy" từ lúc học tiểu học. Osbourne bị mắc chứng khó đọc ở trường. Năm 11 tuổi, ông bị quấy rối tình dục bởi những tên bắt nạt ở trường. Nhờ bén duyên với sân khấu, ông tham gia đóng trong các vở kịch của trường như The Mikado và HMS Pinafore của Gilbert và Sullivan. Ông sở hữu một chất giọng Birmingham "ngập ngừng".
Sau khi nghe đĩa hit đầu tiên của The Beatles vào năm 14 tuổi, Osbourne đã trở thành người hâm mộ của nhóm nhạc này. Ông ghi ơn các khúc "She Loves You" của Tứ quái vào năm 1963 vì đã truyền cảm hứng cho ông trở thành một nhạc sĩ. Ông chia sẻ trong bộ phim tài liệu năm 2011  God Bless Ozzy Osbourne: "Tôi biết mình sẽ trở thành ngôi sao nhạc rock trong suốt phần đời còn lại." Osbourne rời trường năm 15 tuổi và được tuyển làm công nhân xây dựng, thợ học việc sửa ống nước, thợ học việc tạo khuôn, thợ chỉnh còi xe ô tô và thợ đồ tể. Khi còn trẻ, ông phạm tội và bị phạt 6 tháng tù ở Nhà tù Winson Green, lúc đó ông không thể trả phí phạt sau khi bị kết tội trộm cắp ở một cửa hàng quần áo; nhằm dạy cho con trai một bài học, cha ông từ chối đóng phí phạt.

## Sự nghiệp

### Black Sabbath

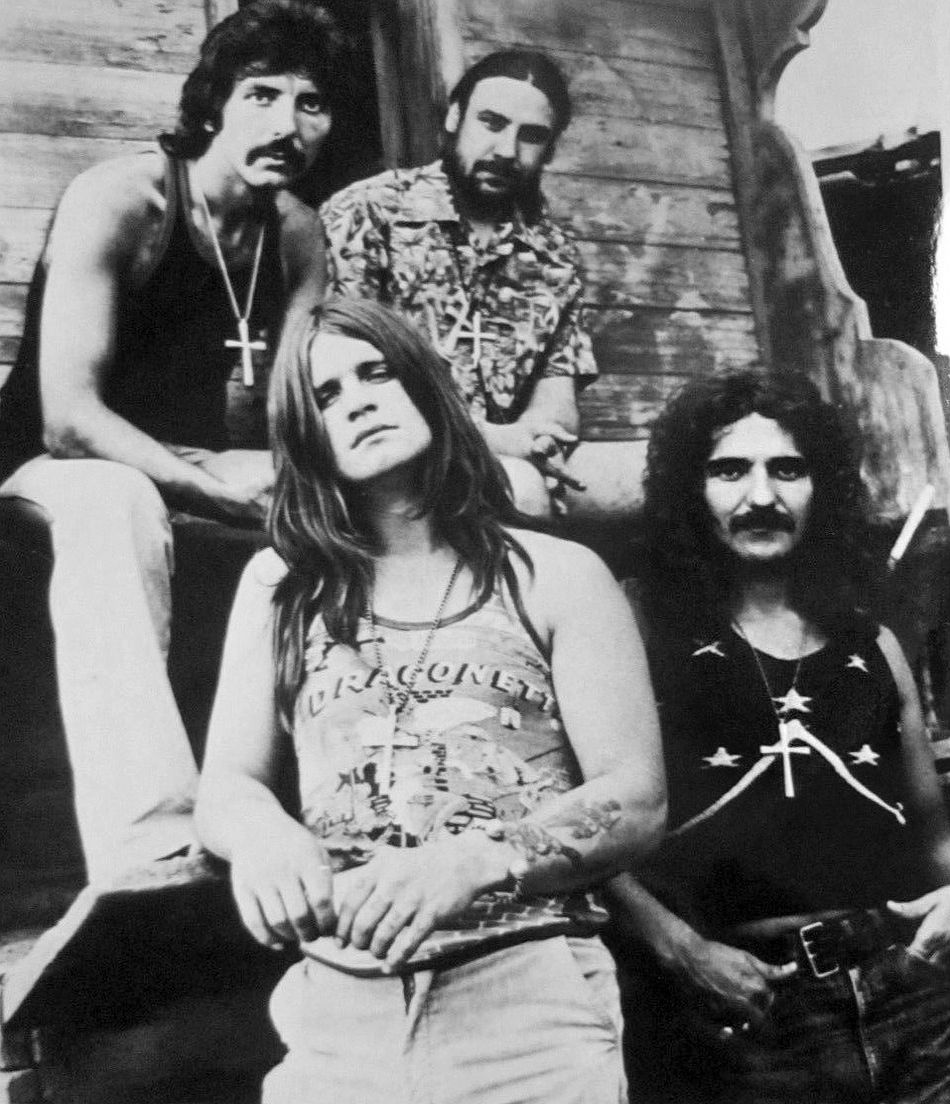
Osbourne (phía bên trái dưới) cùng Black Sabbath vào năm 1972.

Cuối năm 1967, Geezer Butler thành lập ban nhạc đầu tiên, đặt tên là Rare Breed và sớm kết nạp Osbourne ở vị trí giọng ca chính. Ban nhạc chơi được hai show thì tan rã. Osbourne và Butler tái hợp trong nhóm Polka Tulk Blues, bên cạnh tay guitar Tony Iommi và tay trống Bill Ward – người vừa chia tay Mythology do nhóm này giải thể. Họ tự đổi tên thành Earth, nhưng sau khi vô tình có vé dự một show thay vì một ban nhạc cùng tên khác, họ quyết định đổi tên lần nữa. Cuối cùng họ lựa chọn cái tên Black Sabbath vào tháng 8 năm 1969, dựa trên bộ phim cùng tên. Ban nhạc chú ý tới cách mọi người tận hưởng sự sợ hãi ra sao; nên lấy đó làm cảm hứng để quyết định một phong cách nhạc blues nặng, pha thêm sắc thái âm thanh và ca từ u ám. Trong lúc thu âm album đầu tay của nhóm, Butler đọc một cuốn sách thần bí và tỉnh dậy thì thấy một bóng đen ở cuối giường. Butler nói với Osbourne về chuyện đó và rồi họ cùng nhau viết lời cho "Black Sabbath" – ca khúc đầu tiên mà họ sáng tác theo phong cách u tối hơn.
Mặc dù chỉ nhận được khoản đầu tư khiêm tốn từ hãng thu âm lớn Warner Bros. Records của Mỹ, Black Sabbath đã nhanh chóng gặt hái thành công về lâu dài. Vời nền tảng xây dựng xoay quanh những câu đàn guitar riff của Tony Iommi, lời nhạc của Geezer Butler, nhịp trống u tối của Bill Ward và trên hét là chất giọng kỳ quái của Osbourne, những đĩa nhạc đầu tiên như album đầu tay Black Sabbath và Paranoid của nhóm có được lượng tiêu thụ lớn, cũng như được phát sóng đáng kể. Osbourne nhớ lại một lời than vãn của ban nhạc: "ở những ngày ấy, ban nhạc không được phụ nữ ưa chuộng lắm".
Trong khoảng thời gian này, Osbourne lần đầu gặp gỡ người vợ tương lai Sharon Arden. Sau thành công bất ngờ của album đầu tiên, Black Sabbath đã lựa chọn cha cô là Don Arden làm người quản lý mới, còn Sharon lúc ấy làm người tiếp khách của Don. Osbourne thừa nhận ông bị cô hấp dẫn ngay lập tức nhưng cho rằng "cô ấy có thể nghĩ mình là tên mất trí". Nhiều năm sau Osbourne chia sẻ rằng điều tuyệt nhất về việc lựa chọn Don Arden làm quản lý là ông có cơ hội gặp Sharon thường xuyên, dù cho quan hệ của họ lúc bấy giờ chỉ ở mức nghề nghiệp.
Chỉ 5 tháng sau khi cho phát hành Paranoid, ban nhạc đã phát hành đĩa Master of Reality. Album lọt vào top 10 ở cả Mỹ và Anh, đồng thời giành được chứng chỉ vàng sớm hai tháng. Ở thập niên 1980 nhạc phẩm còn nhận chứng chỉ bạch kim rồi tiếp tục giành cú đúp bạch kim vào đầu thế kỉ 21. Những đánh giá về album lại không được thiện chí cho lắm. Lester Bangs của tờ Rolling Stone nổi tiếng với lời phê phán Master of Reality là "ngây thơ, đơn giản, lặp lại và hoàn toàn tầm thường", mặc chính tạp chí này về sau xếp album ở vị trí số 298 trong danh sách 500 album xuất sắc mọi thời đại của họ, ra đời vào năm 2003. Volume 4 của Black Sabbath được phát hành vào tháng 9 năm 1972. Giới phê bình một lần nữa thờ ơ với album, song nó vẫn giành chứng chỉ vàng sớm hơn một tháng. Đây là album thứ 4 liên tiếp của ban nhạc tiêu thụ một triệu bản tại Mỹ.

#### Bị sa thải

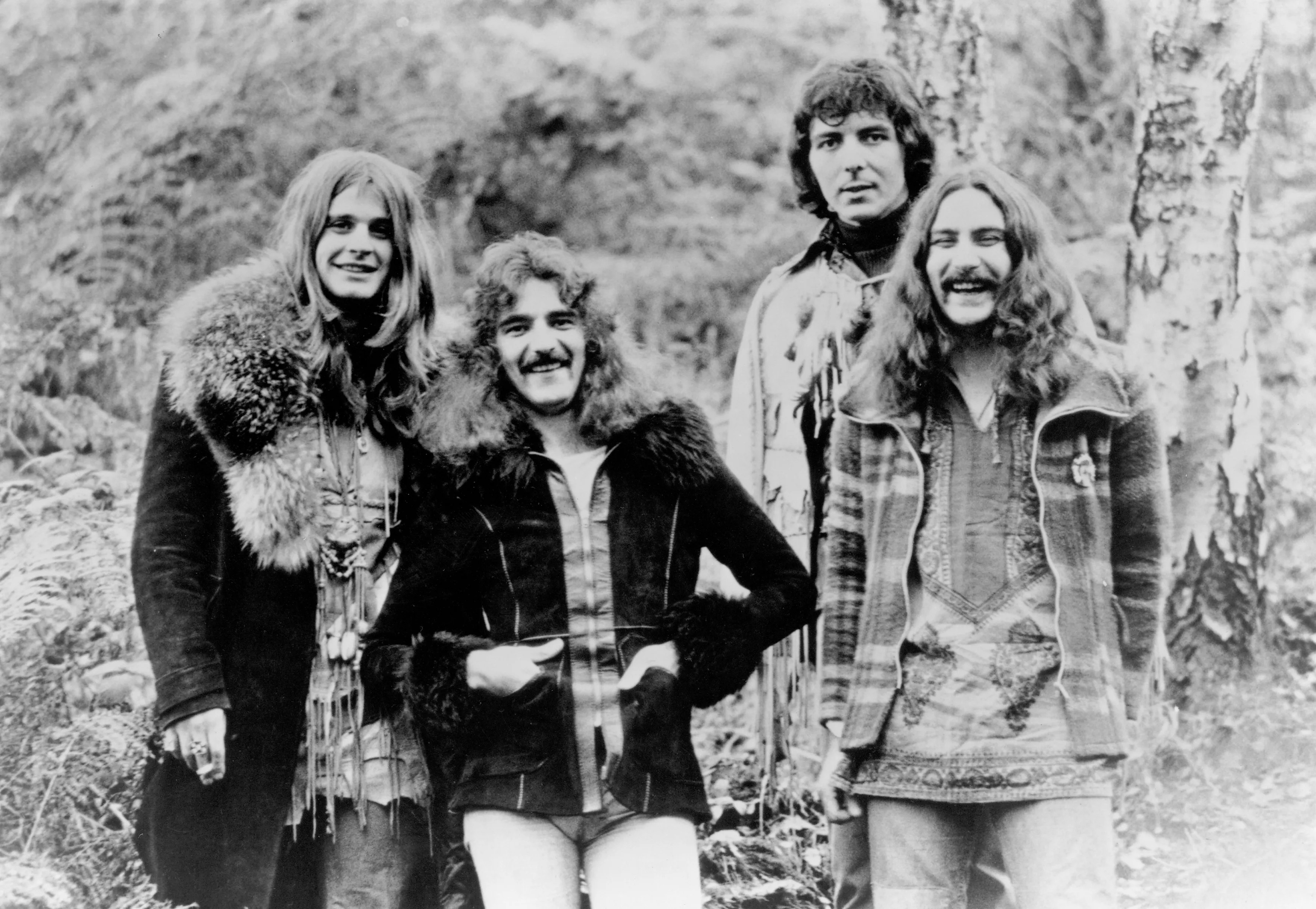
Osbourne (trái) cùng Black Sabbath vào năm 1973

Năm 1978, Osbourne rời ban nhạc trong 3 tháng để theo đuổi dự án solo mà ông gọi là Blizzard of Ozz  từ gợi ý của cha mình. Ba thành viên Necromandus – những người hỗ trợ Sabbath ở Birmingham lúc họ còn tên là Earth – đã chơi nhạc đệm cho Osbourne trong phòng thu và nhanh chóng trở thành đội hình ban nhạc solo đầu tiên của ông.
Theo đề nghị từ các thành viên khác, Osbourne tái gia nhập Sabbath. Ban nhạc có 5 tháng tại Sounds Interchange Studios ở Toronto, Ontario, Canada để sáng tác và thu âm cho album Never Say Die! "Phải mất một quãng thời gian khá dài", Iommi kể lại. "Chúng tôi thực sự đã chơi đá rất nhiều. Chúng tôi xuống các buổi tập rồi phải thu dọn đồ vì phê quá nặng; chúng tôi phải dừng lại. Không ai có thể tỉnh táo nữa, chúng tôi ở khắp nơi, mỗi người lại chơi 'đồ' riêng. Chúng tôi hồi phục và đi ngủ lấy lại sức, rồi thử lại vào ngày hôm sau."
Sabbath bắt đầu đi lưu diễn để quảng bá Never Say Die! vào tháng 5 năm 1978 với người khai mạc là ban nhạc Van Halen. Các nhà phê bình gọi màn trình diễn của Sabbath là "mệt mỏi và tụt hứng", trái ngược hoàn toàn với màn trình diễn "trẻ trung" của Van Halen – những người có lần đầu đi lưu diễn thế giới. Ban nhạc ghi hình buổi biển diễn tại Hammersmith Odeon vào tháng 6 năm 1978, phát hành băng đĩa với nhan đề Never Say Die. Đêm diễn cuối của tour – và lần cuối Osbourne có mặt trong đội hình cho đến năm 1985 – được tổ chức ở Albuquerque, New Mexico vào ngày 11 tháng 12.
Năm 1979, trở lại phòng thu, căng thẳng và xung đột đã bộc phát giữa các thành viên. Osbourne nhớ lại từng bị yêu cầu thu giọng hát hết lần này đến lần khác, còn các bài hát liên tục bị Iommi điều khiển. Đây là mấu chốt của sự bất hòa giữa Osbourne và Iommi. Với sự cương quyết của Iommi cùng sự ủng hộ của Butler và Ward, Osbourne bị ban nhạc sa thải vào ngày 27 tháng 4 năm 1979. Những lý do được đưa ra là vì ông là người không đáng tin và có vấn đề lạm dụng chất gây nghiện quá mức so với những thành viên khác. Osbourne thanh minh rằng việc tiêu thụ rượu và ma túy của ông lúc ấy chẳng tốt mà cũng chẳng tệ hơn so với các thành viên khác.
Ban nhạc đã trám vị trí của Osbourne bằng cựu ca sĩ Ronnie James Dio của Rainbow. "Tôi không phải và sẽ không bao giờ là Ozzy Osbourne," Dio nhấn mạnh. "Anh ấy là giọng ca và sáng tác ca khúc trong kỷ nguyên ấy, giúp gây dựng ban nhạc và đạt được thành công, tạo nên đội hình kinh điển của nhóm."

### Sự nghiệp solo
Sau khi rời Sabbath, Osbourne nhớ lại: "Tôi nhận 96.000 bảng Anh cho tên tuổi, thế nên tôi tự nhốt mình và dành 3 tháng để nốc cocain và rượu. Lúc ấy tôi nghĩ: 'Đây là bữa tiệc cuối của mình, bởi sau bữa này mình sẽ trở về Birmingham và sống nhờ trợ cấp thất nghiệp." Tuy nhiên Don Arden lại mời Ozzy ký hợp đồng với Jet Records nhằm thu âm sáng tác mới. Arden phái cô con gái Sharon tới Los Angeles để "đáp ứng nhu cầu của Ozzy, dù chúng là gì đi chăng nữa", nhằm bảo vệ khoản đầu tư của ông. Lúc đầu Arden hi vọng Osbourne sẽ trở về Sabbath (nhóm mà ông đang làm quản lý lúc ấy) và sau đấy cố thuyết phục nam ca sĩ đặt tên ban nhạc mới của mình là "Son of Sabbath" (Osbourne cực ghét cái tên đó). Sharon cố thuyết phục Osbourne lập một siêu ban nhạc với tay guitar Gary Moore. "Khi tôi sống ở Los Angeles," Moore nhớ lại: "G-Force [ban nhạc của Moore] giúp anh ấy tuyển nhạc công. Nếu các tay trống đánh thử, tôi đánh guitar và nếu một tay bass đi thử, tay trống của tôi sẽ hỗ trợ. Về cơ bản thì chúng tôi thấy tiếc cho anh ấy. Anh ấy luôn do dự cố mời tôi gia nhập, còn tôi thì lại nhất quyết từ chối."
Cuối năm 1979, dưới quyền quản lý của nhà Arden, Osbourne lập nên nhóm Blizzard of Ozz, có sự tham gia của tay trống Lee Kerslake (của nhóm Uriah Heep), tay bass kiêm viết lời nhạc Bob Daisley (của nhóm Rainbow và sau này là Uriah Heep), tay keyboard Don Airey (của nhóm Rainbow và sau này là Deep Purple) và tay guitar Randy Rhoads (của nhóm Quiet Riot). Công ty thu âm sau cùng đặt tên cho album đầu tay của nhóm là Blizzard of Ozz, ghi công đơn giản thuộc về Osbourne, qua đó là viên gạch khởi đầu sự nghiệp solo của ông. Với việc đồng sáng tác cùng  Daisley và Rhoads, album đem lại thành công nhất định cho Osbourne ở lần thử sức solo đầu tiên. Dù cho album nhiều người cho rằng Osbourne và Rhoads là những người lập nên ban nhạc, về sau Daisley đính chính rằng ông và Osbourne đã thành lập ban nhạc ở Anh trước khi Rhoads chính thức gia nhập.
Blizzard of Ozz là một trong số ít album nằm trong top 100 nhạc phẩm bán chạy nhất thập niên 1980 gặt hái được nhiều đĩa bạch kim mà các bài hát trong album không cần lọt vào bảng xếp hạng top 40 đĩa đơn. Tính đến tháng 8 năm 1997, album giành được tới 4 chứng chỉ bạch kim theo số liệu của RIAA. "Tôi ghen tỵ với sự nghiệp của Ozzy..." cựu tay trống của Sabbath Bill Ward nhận định. "Anh ấy dường như đã thay đổi sau những gì đã trải qua và dường như đang trên đường lấy lại phong độ một lần nữa; làm nhạc và đại loại như vậy... Tôi ghen tỵ bởi tôi muốn như thế... Tôi cảm thấy thật cay đắng. Và tôi đã trải qua một khoảng thời gian vô cùng tồi tệ."

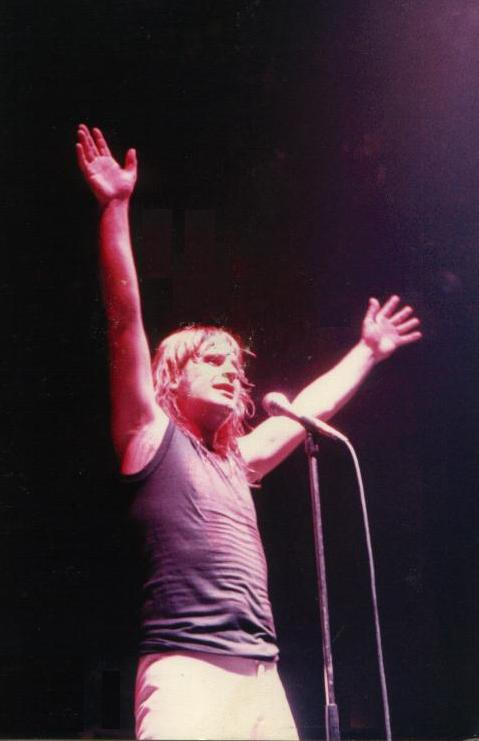
Osbourne biểu diễn ở Cardiff vào năm 1981

Album thứ hai của Osbourne là Diary of a Madman có nhiều bài hát do Lee Kerslake đồng sáng tác hơn. Nhờ thực hiện album này và Blizzard of Ozz, Rhoads được tạp chí Rolling Stone liệt ở hạng 85 trong số những nghệ sĩ guitar xuất sắc nhất mọi thời đại vào năm 2003. Album này nổi tiếng với các đĩa đơn "Over the Mountain" và "Flying High Again", và theo lời Osbourne giải thích trong cuốn tự truyện của mình thì đây là album yêu thích của cá nhân ông. Tommy Aldridge và Rudy Sarzo sớm được tuyển thay thế Kerslake và Daisley. Aldridge từng là lựa chọn đầu tiên của Osbourne cho vị trí tay trống, nhưng cam kết với Gary Moore đã khiến Ozzy không thể hợp tác cùng Aldridge. Sarzo từng là đồng đội với Rhoads ở nhóm Quiet Riot và được chính anh giới thiệu cho vị trí này.
Ngày 19 tháng 3 năm 1982, ban nhạc đang ở Florida để đi tour diễn Diary of a Madman, rồi một tuần sau là buổi diễn ở Madison Square Garden, thành phố New York. Một chiếc máy bay do Andrew Aycock (tài xế xe buýt lưu diễn của ban nhạc) cầm lái – chở Rhoads và Rachel Youngblood (tay thiết kế phục trang và hóa trang của ban nhạc) – đã va chạm khi đang cố cất cánh vọt qua chiếc xe buýt lưu diễn của nhóm. Cánh trái chiếc máy bay cắt ngang chiếc xe buýt, làm nó bay sượt qua một cái cây và đâm vào ga-ra của một dinh thự gần đó, cướp đi sinh mạng của Rhoads, Aycock và Youngblood. Vụ tai nạn bị phán quyết là do "phán đoán kém cỏi của tay phi công khi bay sát chiếc xe buýt và đánh giá sai khoảng trống của các chướng ngại vật". Tận mắt chứng kiến cái chết kinh hoàng của người bạn thân và đồng đội trong ban nhạc của mình, Osbourne bị trầm cảm nặng. Chuyến lưu diễn bị hủy trong hai tuần, trong lúc Osbourne, Sharon và Aldridge trở về Los Angeles để bàn bạc, còn Sarzo vẫn ở Florida cùng gia đình.
Gary Moore là cái tên đầu tiên được tiếp cận để thay thế Rhoads song đã từ chối. Khi chỉ còn thời hạn hai tuần dể tìm kiếm tay guitar mới và tiếp tục chặng diễn, Robert Sarzo (em trai tay bass Rudy Sarzo của nhóm) được lựa chọn để thay thế Rhoads. Tuy nhiên cựu tay guitar Bernie Tormé của nhóm Gillan đã bay sang California từ Anh với lời hứa từ Jet Records rằng anh đã được nhận việc. Khi Sharon nhận ra rằng Jet Records đã trả phí trước cho Tormé, anh được thuê để trám Sarzo. Chặng diễn tiếp tục vào ngày 1 tháng 4 năm 1982, nhưng lối chơi nặng về blues của Tormé không được người hâm mộ ưa chuộng. Sau hàng tá show diễn, anh thông báo với Sharon rằng anh sẽ trở lại nước Anh để tiếp tục thực hiện dự án album solo mà anh bắt đầu trước khi đến Mỹ. Tại buổi diễn thử ở phòng khách sạn, Osbourne lựa chọn Brad Gillis để hoàn thành chặng lưu diễn. Chuyến lưu diễn lên đến cao trào cùng lúc với thời điểm phát hành album nhạc sống Speak of the Devil (1982), được thu âm tại Khách sạn Ritz ở thành phố New York. Sau đó một album nhạc sống để tri ân Rhoads cũng được phát hành. Bất chấp bị khó khăn bủa vây, Osbourne bước tiếp sau cái chết của Rhoads. Speak of the Devil, còn có tên ở Anh là Talk of the Devil, lúc đầu định cho vào các bản thu nhạc sống từ năm 1981, chủ yếu từ tác phẩm solo của Osbourne. Theo hợp đồng sản xuất một album nhạc sống, kết thúc nhạc phẩm là toàn bộ bản hát lại các bài của của Sabbath thu âm với Gillis, Sarzo và Tommy Aldridge.
Tiếp nối đà thành công từ thập niên 1980, Osbourne duy trì thành công thương mại ở thập niên 1990, bắt đầu bằng album No More Tears (1991) và bài hit "Mama, I'm Coming Home". Album nhận được sự quan tâm lớn từ đài phát thanh và MTV. Album cũng đánh dấu lần đầu đưa các nhà soạn nhạc từ bên ngoài vào để hỗ trợ chất liệu sáng tác solo của Osbourne thay vì dựa vào đội thu âm của ông. Album được hòa âm bởi nhà sản xuất nhạc rock kì cựu Michael Wagener. Osbourne đã giành một giải Grammy cho bài "I Don't Want to Change the World" trích từ Live & Loud, cụ thể là cho hạng Trình diễn metal xuất sắc nhất của năm 1994. Wagener còn xử lý phần hòa âm của album nhạc sống Live & Loud phát hành vào ngày 28 tháng 6 năm 1993. Với dự định là album cuối của Osbourne, Live & Loud đã giành tới 4 đĩa bạch kim, và được liệt ở hạng 10 trên bảng xếp hạng nhạc rock của Billboard năm đó. Lúc ấy Osbourne bày tỏ sự mệt mỏi với việc đi lưu diễn và công bố "tour nghỉ hưu". Tour có tên là "No More Tours", cách chơi chữ của No More Tears. Mike Inez của Alice in Chains là người chơi bass, Kevin Jones đánh keyboard trong lúc Sinclair đi lưu diễn cùng the Cult.

### Ozzfest

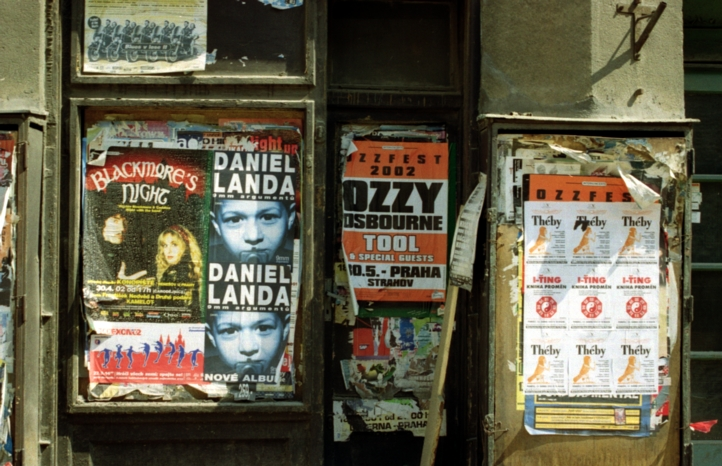
Áp phích của buổi hòa nhạc Ozzfest (giữa) được bày trước một cửa hàng ở Praha, Cộng hòa Séc (hè 2002).

Thành công kinh doanh lớn nhất của Osbourne ở thập niên 1990 là một canh bạc mang tên Ozzfest, do người vợ kiêm quản lý Sharon sáng lập ra và điều khiển với sự hỗ trợ của cậu con trai Jack. Đêm nhạc Ozzfest đầu tiên được tổ chức ở Phoenix, Arizona, vào ngày 25 tháng 10 năm 1996  và tại Devore, California, vào ngày 26 tháng 10. Ozzfest ngay lập tức là một cú hích với người hâm mộ dòng nhạc metal, giúp nhiều nhóm nhạc mới nổi góp mặt ở đó có cơ hội tiếp cận rộng rãi và gặt hái thành công thương mại. Một số nghệ sĩ đã biểu diễn cùng nhóm Black Sabbath mới được cải tổ trong tour diễn  Ozzfest 1997, bắt đầu diễn ở West Palm Beach, Florida. Osbourne tái hợp cùng các thành viên sáng lập Sabbath vào năm 1997 và đi biểu diễn định kỳ cùng họ kể từ lúc ấy.
Kể từ ngày ra đời, 5 triệu khán giả đã tham dự Ozzfest, giúp sự kiện thu về hơn 100 triệu đô la Mỹ. Nhạc hội giúp quảng bá nhiều nghệ sĩ hard rock và heavy metal mới ở cuối thập niên 1990 và đầu những năm 2000. Ozzfest giúp Osbourne trở thành ngôi sao hard rock và heavy metal đầu tiên cán mốc 50 triệu đô la tiền bán phụ phẩm. Năm 2005, Osbourne và người vợ Sharon đóng chương trình cuộc thi truyền hình thực tế của MTV tên là "Battle for Ozzfest". Một số ban nhạc chưa có hãng đĩa nào ký đã cử một thành viên đi tranh tài trong một thử thách để giành một suất dự Ozzfest 2005 kèm theo cơ hội ký hợp đồng thu âm. Ngay sau Ozzfest 2005, Osbourne thông báo ông sẽ không còn là người diễn chính ở Ozzfest nữa. Mặc dù thông báo rút lui khỏi Ozzfest, Osbourne đã đổi ý quay trở lại tour diễn. Năm 2006, Osbourne bế mạc sự kiện với chỉ một nửa buổi hòa nhạc, số còn lại là do System of a Down bế mạc. Ông cũng là người biểu diễn bế mạc chặng thứ hai tại Shoreline Amphitheatre ở Mountain View, California vào ngày 1 tháng 7 cũng như Đảo Randalls, New York vào ngày 29 tháng 7. Sau buổi hòa nhạc ở Bristol, Virginia, Osbourne thông báo sẽ trở lại trong một kì Ozzfest nữa vào năm 2007.

### Thập niên 2000

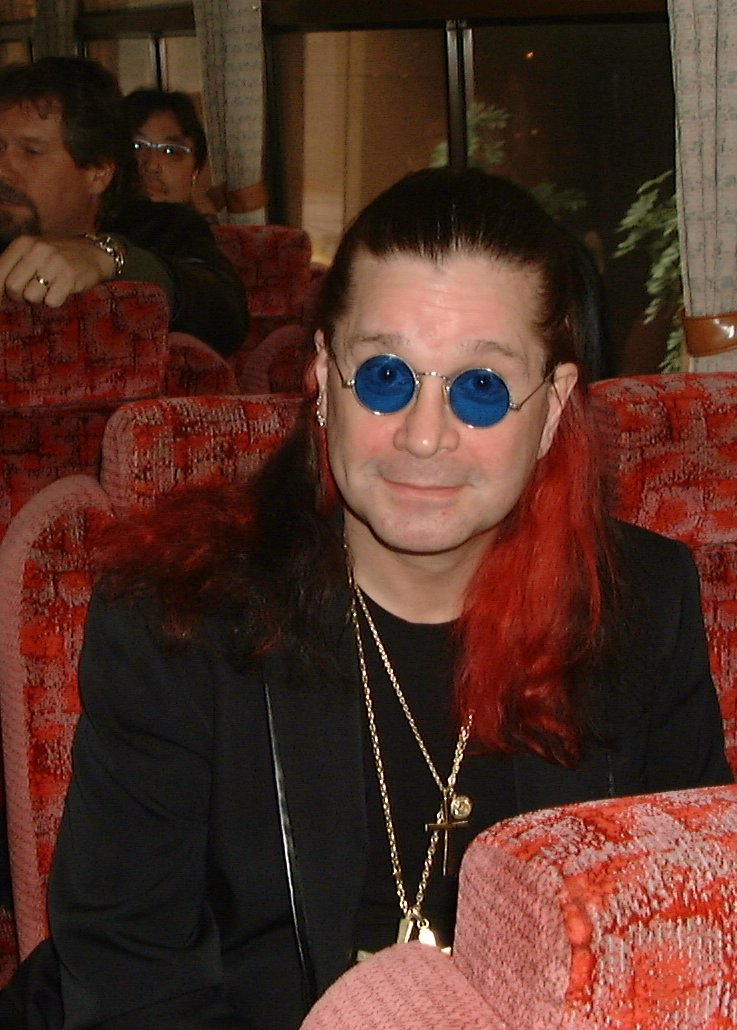
Osbourne trong chuyến lưu diễn ở Nhật Bản vào năm 1999

Down to Earth, album đầu tiên đầu tiên của Osbourne sáng tác từ phòng thu sau 6 năm đã được phát hành vào ngày 16 tháng 10 năm 2001. Tiếp nối là album nhạc sống Live at Budokan ra mắt vào năm 2002. Down to Earth giành chứng chỉ bạch kim vào năm 2003 và cho ra đời đĩa đơn "Dreamer" – ca khúc giành vị trí cao nhất ở hạng 10 trên bảng xếp hạng Mainstream Rock Tracks của Billboard. Tháng 6 năm 2002, Osbourne được mời tham dự Lễ kỷ niệm 50 trị vì của Nữ hoàng Elizabeth II; ông đã thể hiện bài "Paranoid" của Black Sabbath tại buổi hòa nhạc Party at the Palace ở sân Cung điện Buckingham. Năm 2003, Osbourne đã kết nạp cựu tay bass của Metallica là Jason Newsted, dù quãng thời gian anh gắn bó với Osbourne khá ngắn. Trùng hợp thay, cựu tay bass của Osbourne là Robert Trujillo lại thay thế vị trí của Newsted ở Metallica trong chính quãng thời gian này.
Ngày 8 tháng 12 năm 2003, Osbourne phải nhập viện phẫu thuật khẩn cấp tại Bệnh viện Wexham Park của Slough sau khi ông gặp tai nạng trên chiếc xe đạp 4 bánh tại gia thất của mình ở Jordans, Buckinghamshire. Osbourne bị gãy xương đòn, 8 chiếc xương sườn và đốt sống cổ. Ông đã được tiến hành phẫu thuật nâng xương đòn, vị trí được cho là nằm ở trên một động mạch chính và làm ngăn máu lưu thông đến cánh tay. Sau này Sharon tiết lộ rằng Osbourne đã ngừng thở ngay sau vụ tai nạn và được vệ sĩ riêng của ông lúc ấy là Sam Ruston hồi tỉnh. Trong lúc nằm viện, Osbourne có được đĩa đơn quán quân đầu tiên ở Anh, đó là một bản ballad mang tên "Changes" của Black Sabbath song ca cùng cô con gái Kelly. Nhờ thành tích trên, ông đã phá kỷ lục về quãng thời gian dài nhất giữa lần có mặt đầu tiên bảng xếp hạng của Anh (cùng bài "Paranoid" của Black Sabbath, đạt hạng 4 vào tháng 8 năm 1970) và đĩa đơn quán quân đầu tiên: dài tới 33 năm. Sau vụ tai nạn, ngoại trừ một số vấn đề ngắn hạn về trí nhớ, ông đã hoàn toàn bình phục và diễn chính tại Ozzfest 2004, tái hợp cùng Black Sabbath.
Tháng 3 năm 2005, Osbourne phát hành hộp đĩa box set có tên là Prince of Darkness. Những đĩa đầu tiên và thứ hai là tuyển tập các màn trình diễn nhạc sống, mặt B, demo và đĩa đơn. Đĩa thứ ba chứa các bản song ca và những bài thừa hát cùng các nghệ sĩ khác như "Born to Be Wild" với Miss Piggy. Đĩa thứ tư là chất liệu nhạc hoàn toàn mới khi Osbourne tái thể hiện những bài hát mà ông yêu thích bởi những ban nhạc và nghệ sĩ có ảnh hưởng lớn nhất đến ông như the Beatles, John Lennon, David Bowie và nhiều người khác. Tháng 11 năm 2005, Osbourne phát hành album cover Under Cover, với 10 bài hát từ đĩa thứ 4 của Prince of Darkness và thêm 3 bài nữa. Đội hình ban nhạc của Osbourne làm album này gồm có tay guitar Jerry Cantrell của Alice in Chains, tay bass Chris Wyse và tay trống Mike Bordin của Faith No More.

### Thập niên 2010
Ngày 13 tháng 4 năm 2010, Osbourne thông báo ngày phát hành Scream sẽ rơi vào 15 tháng 6 năm 2010. Sau đó ngày phát hành được dời muộn hơn một tuần. Đĩa đơn trích từ album là "Let Me Hear You Scream" ra mắt vào ngày 14 tháng 4 năm 2010, trong tập phim của CSI: NY. Bài hài có 8 tuần nằm trên bảng xếp hạng Billboard Rock Songs và giành được hạng cao nhất là vị trí số 7.

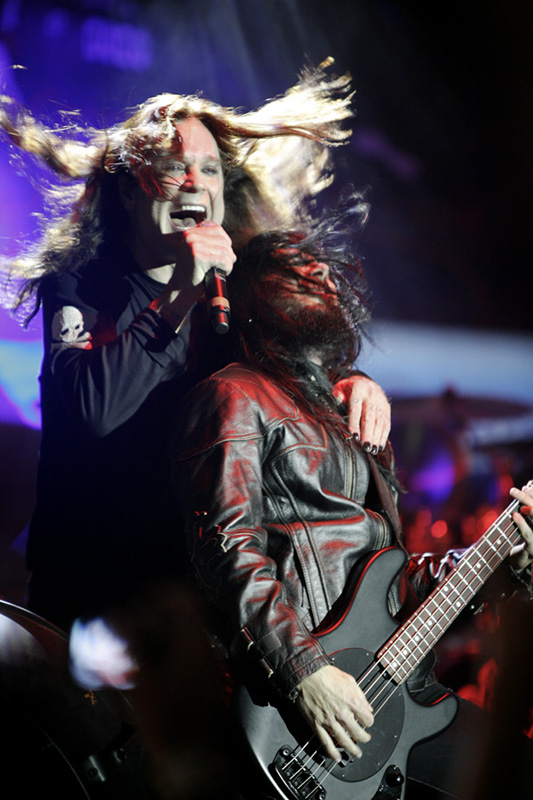
Osbourne trên sân khấu cùng tay bass Blasko vào năm 2013.

Ngày 9 tháng 8 năm 2010, Osbourne thông báo đĩa đơn thứ hai trích từ album sẽ là "Life Won't Wait", còn MV cho bài hát sẽ do người con trai Jack của ông làm đạo diễn. Khi được hỏi ý kiến về Scream trong một buổi phỏng vấn, Osbourne cho biết ông "đã nghĩ tới album kế tiếp". Tay trống hiện tại của Osbourne là Tommy Clufetos hưởng ứng ý kiến này khi nói rằng "Chúng tôi đang nảy ra những ý tưởng mới ở hậu trường, trong phòng khách sạn, tại phòng soundcheck và có hàng tá ý tưởng được ghi lại". Tháng 10 năm 2014, Osbourne phát hành Memoirs of a Madman - một đĩa tuyển tập nhằm kỷ toàn bộ sự nghiệp solo của ông. Bản đĩa CD có 17 đĩa đơn xuyên suốt sự nghiệp của ông nhưng chưa từng được biên tập trước đây. Bản đĩa DVD thì có các MV, các buổi trình diễn nhạc sống và phỏng vấn.
Tháng 8 năm 2015, chủ tịch của Epic Records là Sylvia Rhone xác nhận với Billboard rằng Osbourne đang làm thêm một album phòng thu nữa; vào tháng 9 năm 2019, Osbourne thông báo ông đã hoàn tất trong 4 tuần sau khi hợp tác với Post Malone. Tháng 4 năm 2017, có nguồn tin cho hay tay guitar Zakk Wylde sẽ tái hợp cùng Osbourne cho chuyến lưu diễn hè nhằm kỷ niệm 30 năm lần hợp tác đầu tiên của họ trong No Rest for the Wicked (1988). Liveshow đầu tiên của tour diễn đã được tổ chức vào ngày 14 tháng 7 tại Nhạc hội Rock USA Festival ở Oshkosh, Wisconsin.
Ngày 6 tháng 9 năm 2019, Osbourne có mặt trong bài hát "Take What You Want" của Post Malone. Bài hát vươn tới vị trí cao nhất – hạng 9 trên bảng xếp hạng Billboard Hot 100, trở thành bài đầu tiên của Osbourne lọt vào top 10 đĩa đơn của Mỹ sau 30 năm kể từ lúc ông góp giọng trong bài "Close My Eyes Forever" của Lita Ford.

### Thập niên 2020
Ngày 21 tháng 2 năm 2020, Osbourne phát hành album solo đầu tiên sau gần 10 năm mang tên Ordinary Man; nhạc phẩm nhận được những đánh giá tích cực từ giới phê bình âm nhạc và ra mắt ở vị trí số 3 trên UK Albums Chart. Ít ngày sau khi album ra mắt, Osbourne nói với đài IHeartRadio rằng ông muốn làm thêm album nữa với Andrew Watt – nhà sản xuất chính của Ordinary Man. Một tuần sau khi phát hành album, một băng trò chơi điện tử 8-bit tri ân Osbourne đã được phát hành, có tên là Legend of Ozzy. Osbourne bắt đầu tiến hành làm album kế tiếp và một lần nữa hợp tác cùng Andrew Watt.

### Tái hợp cùng Black Sabbath

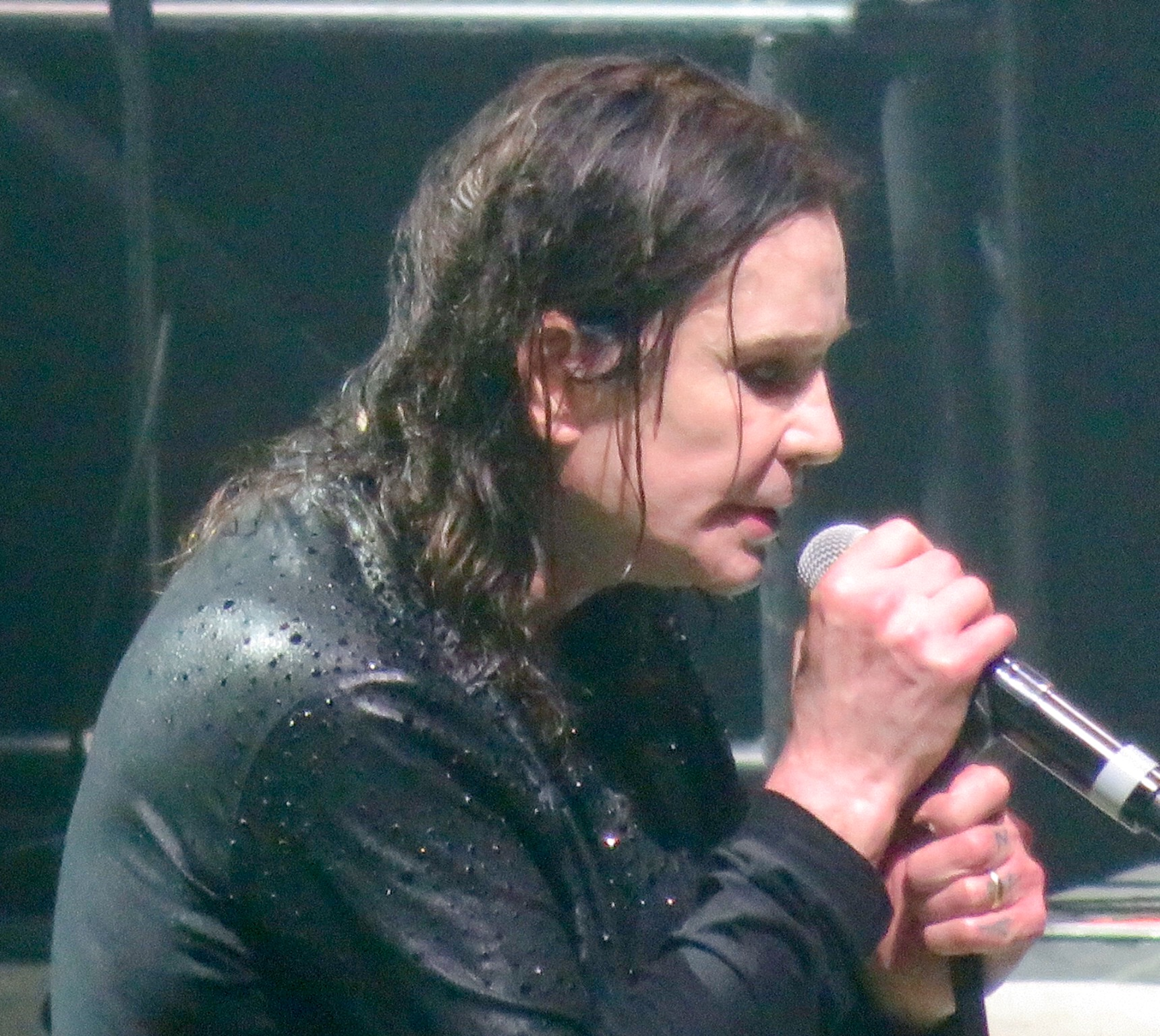
Osbourne hát tại đêm diễn cuối cùng của Black Sabbath, diễn ra tại thành phố quê nhà Birmingham, tháng 2 năm 2017

Có nguồn tin vào ngày 11 tháng 11 năm 2011 trong buổi hợp tại câu lạc bộ Whisky a Go Go trên phố Sunset Strip của Tây Hollywood rằng đội hình đầu tiên của Black Sabbath gồm Ozzy, Tony Iommi, Geezer Butler và Bill Ward sẽ tái hợp tròng chuyến lưu diễn toàn cầu và album mới do Rick Rubin làm nhà sản xuất. Bill Ward đã bỏ dự án vì lý do hợp đồng, song dự án vẫn tiếp tục với Brad Wilk của Rage Against the Machine trám vào vị trí chơi trống của Ward. Ngày 21 tháng 5 năm 2012, Black Sabbath biểu diễn tại sân vận động O2 Academy ở quê nhà Birmingham, là buổi hòa nhạc đầu tiên của họ từ khi tái hợp. Album có nhan đề 13 được phát hành vào ngày 11 tháng 6 năm 2013, và chiếm ngôi đầu bảng UK Albums Chart lẫn Billboard 200 của Mỹ.
Tháng 1 năm 2016, ban nhạc khởi động chuyến lưu diễn chia tay có tên là "The End", đánh dấu màn trình diễn cuối cùng của Black Sabbath. Liveshow cuối của tour diễn The End được tổ chức tại the Genting Arena ở thành phố quê nhà Birmingham, Anh vào ngày 2 và 4 tháng 2 năm 2017, với Tommy Clufetos thay thế Bill Ward chơi trống cho đêm diễn cuối cùng.

### Hoạt động sản xuất khác
Osbourne có được danh tiếng lớn hơn nhờ thương hiệu truyền hình thực tế của riêng. The Osbournes là một sê-ri xoay quanh cuộc sống đời tư của Osbourne và gia đình ông (vợ Sharon, hai đứa con Jack và Kelly, đôi khi xuất hiện cả cậu con trai Louis, nhưng cô con gái cả Aimee không tham gia). Chương trình trở thành một trong những cú hit lớn nhất của đài MTV. Chương trình lên sóng vào ngày 5 tháng 3 năm 2002, còn tập cuối phát sóng vào ngày 21 tháng 3 năm 2005.

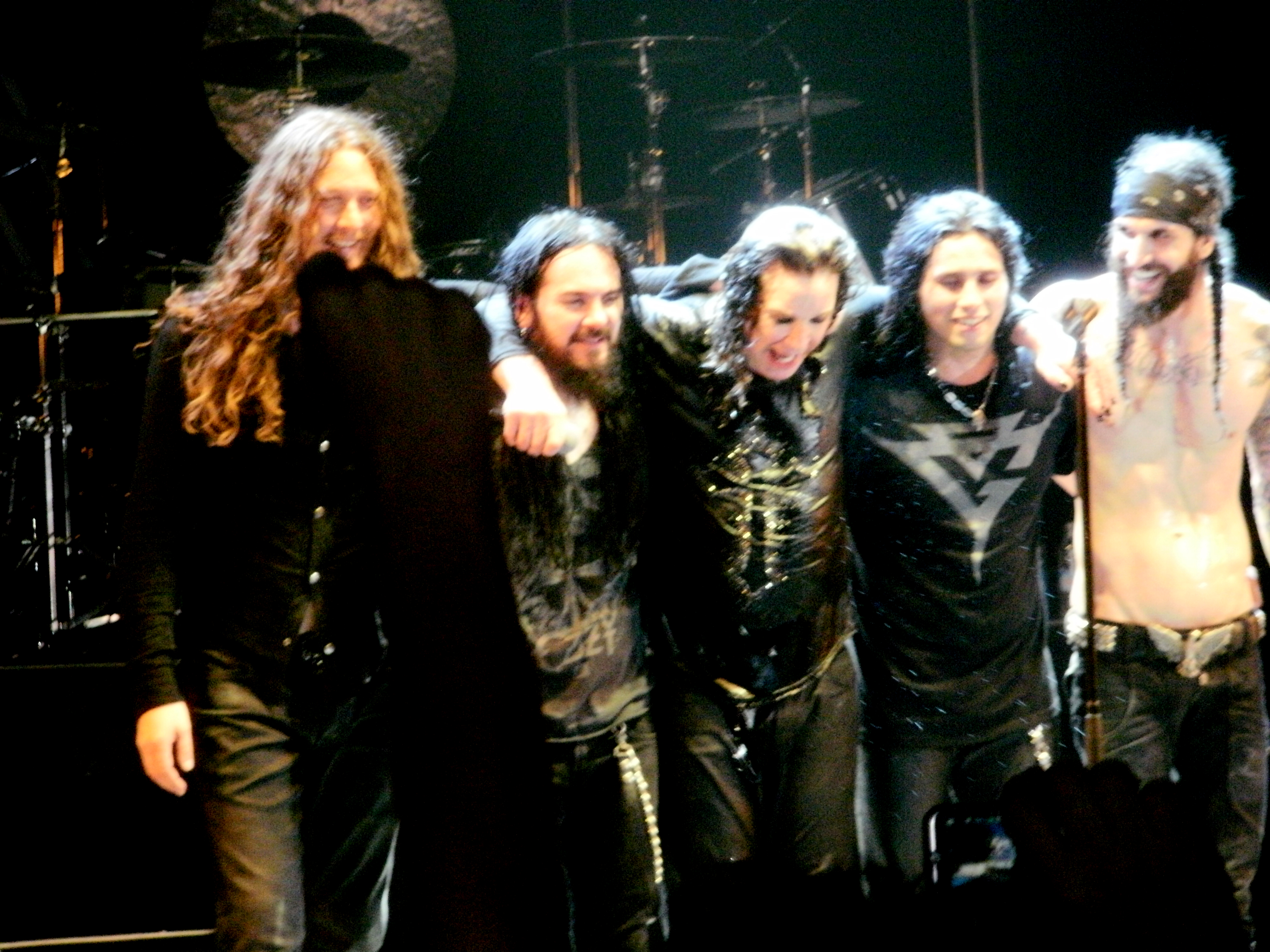
Osbourne (giữa) cùng các thành viên trong ban nhạc lưu diễn của mình vào năm 2011

Thành công của The Osbournes đã giúp cho Osbourne và các thành viên còn lại trong gia đình ông có cơ hội chủ trì lễ trao giải thưởng Âm nhạc Mỹ thường niên lần thứ 30 vào năm 2003. Dấu ấn của buổi lễ là những tiếng "bíp" liên tục do những phát ngôn dâm dục và vô sỉ của Ozzy và Sharon Osbourne. Người dẫn Patricia Heaton đã phải bỏ đi giữa chừng vì quá ghê tởm. Ngày 20 tháng 2 năm 2008, Ozzy, Sharon, Kelly và Jack Osbourne cùng dẫn giải giải Brit 2008 tổ chức tại Earls Court, Luân Đôn. Ozzy còn đóng một quảng cáo cho I Can't Believe It's Not Butter! bắt đầu lên sóng tại Anh vào tháng 2 năm 2006. Ozzy cũng đóng một quảng cáo cho trò chơi điện tử trực tuyến World of Warcraft. Ông còn góp mặt trong trò chơi điện tử âm nhạc Guitar Hero World Tour với vai một nhân vật có thể điều khiển được. Nhân vật của ông được mở khóa chức năng sau khi người chơi hoàn thành các bài "Mr. Crowley" và "Crazy Train" trong sự nghiệp ca hát.
Osbourne đã xuất bản một cuốn tự truyện vào tháng 10 năm 2009, có nhan đề là I Am Ozzy. Osbourne cho biết cây viết thuê Chris Ayres đã nói với nam ca sĩ rằng ông có đủ chất liệu để chắp bút một cuốn sách thứ hai. Bản chuyển thể điện ảnh I Am Ozzy cũng đang được thực hiện, Osbourne nói rằng ông hi vọng "một người vô danh từ Anh" sẽ nhận được vai thay vì một diễn viên đã thành danh, trong khi Sharon cho biết cô sẽ chọn nữ diễn viên thành danh người Anh Carey Mulligan để thủ vai cô.
Một bộ phim tài liệu về cuộc đời và sự nghiệp của Osbourne có tựa đề God Bless Ozzy Osbourne đã công chiếu vào tháng 4 năm 2011 tại Liên hoan phim Tribeca và được phát hành trên DVD vào tháng 11 năm 2011. Bộ phim được sản xuất bởi cậu con trai Jack của Osbourne. Ngày 15 tháng 5 năm 2013, Osbourne cùng với các thành viên hiện tại của Black Sabbath xuất hiện trong một tập phim của loạt CSI: Crime Scene Investigation với tựa là "Skin in the Game". Kênh truyền hình History Channel đã cho ra mặt một loạt chương trình hài truyền hình thực tế có sự tham gia của Ozzy Osbourne và con trai Jack Osbourne vào ngày 24 tháng 7 năm 2016, đặt tên là Ozzy & Jack's World Detour. Trong mỗi tập phim, Ozzy và Jack ghé thăm một hoặc nhiều địa danh để tìm hiểu lịch sử từ các chuyên gia và khám phá những mặt bất thường hoặc kỳ quặc trong lý lịch của họ.

## Giải thưởng

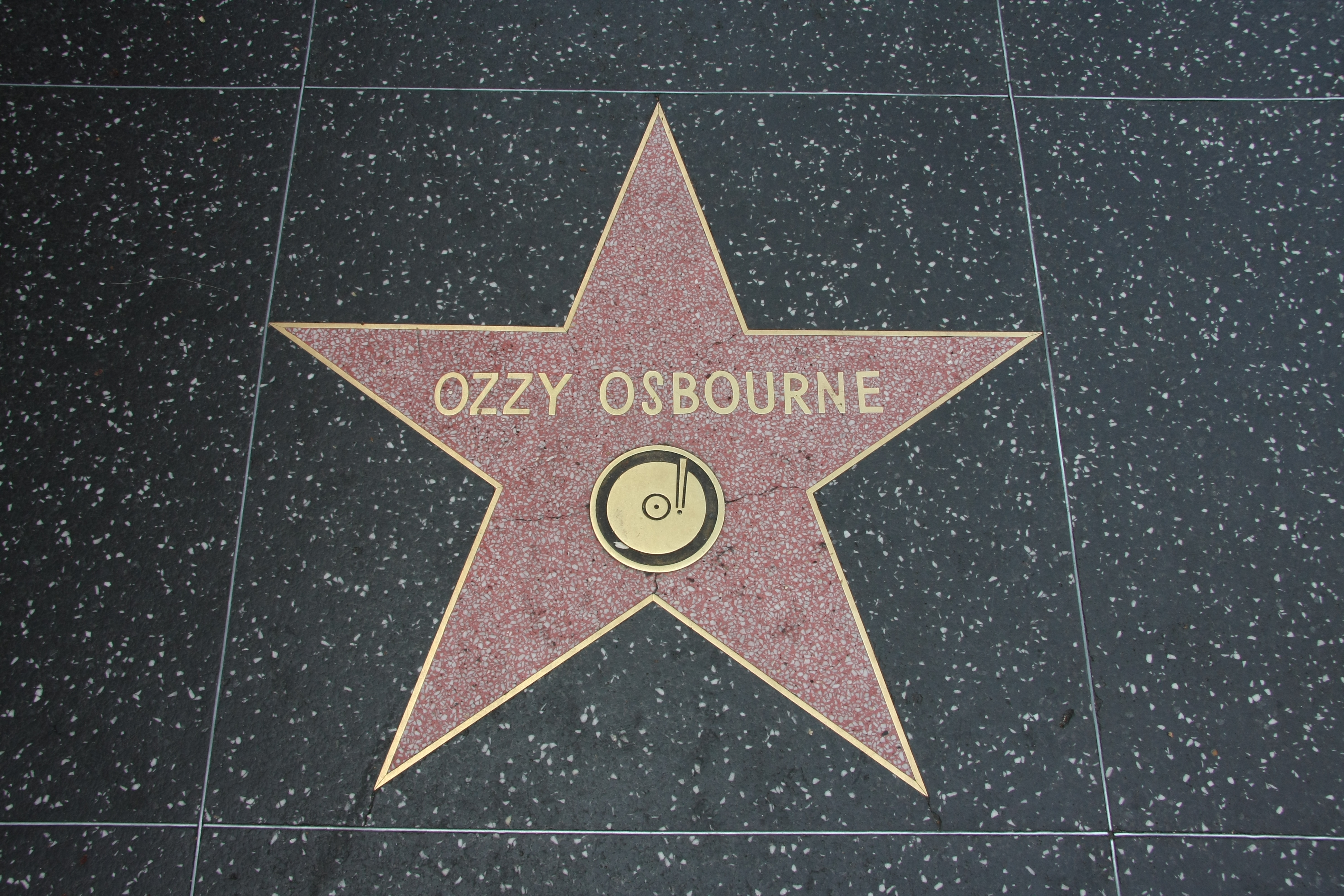
Ngôi sao của Osbourne trên Đại lộ danh vọng Hollywood ở Los Angeles vào ngày 27 tháng 4 năm 2012.

Osbourne đã nhận nhiều giải thưởng những đóng góp của ông cho cộng đồng âm nhạc. Năm 1994, ông được trao một giải Grammy cho bài "I Don't Want to Change the World" trích từ album Live & Loud, cho hạng mục Trình diễn metal xuất sắc nhất vào năm 1994. Tại lễ trao giải NME Awards 2004 ở Luân Đôn, Osbourne nhận giải Godlike Genius. Năm 2005, Osbourne được ghi danh vào Đại sảnh danh vọng âm nhạc Liên hiệp Anh cả với tư cách nghệ sĩ solo lẫn thành viên của Black Sabbath. Năm 2006, ông được ghi danh vào Đại sảnh danh vọng Rock and Roll của Mỹ cùng các đồng đội ở Black Sabbath như Tony Iommi, Bill Ward và Geezer Butler.
Năm 2007, Osbourne được tôn vinh tại lễ trao giải VH1 Rock Honors thường niên lần thứ hai cùng với Genesis, Heart và ZZ Top. Ngoài ra, cùng năm đó một ngôi sao đồng tôn vinh ông đã được đặt trên Phố Broad ở Birmingham, Anh với sự chứng kiến của Osbourne. Ngày 18 tháng 5 Osbourne nhận được thông báo rằng ông sẽ là người đầu tiên được ghi danh vào Đại sảnh danh vọng Birmingham. Người trao giải cho ông là Thị trưởng thành phố Birmingham. "Tôi thực sự rất vinh dự", ông xúc động nói, "Tất cả gia đình tôi ở đây và tôi cảm ơn tất cả mọi người vì sự chiêu đãi này—Tôi hoàn toàn kinh ngạc".
Năm 2008, Osbourne nhận được giải Huyền thoại sống danh giá tại lễ trao giải Classic Rock Roll of Honour Awards. Những người nhận giải trong quá khứ như Alice Cooper, Lemmy, Jimmy Page, Slash (tay guitar của Guns N' Roses) đã trao giải cho Ozzy. Năm 2010, Osbourne giật giải "Thành tựu văn học" cho cuốn hồi ký I Am Ozzy mà ông chắp bút tại lễ trao giải Guys Choice Awards, Sony Pictures Studio, thành phố Culver, California. Người trao giải cho Osbourne là Sir Ben Kingsley. Cuốn sách ra mắt ở vị trí số 2 trong danh sách tác phẩm phi hư cấu bìa cứng bán chạy nhất của tạp chí The New York Times. Osbourne còn lần lượt làm giám khảo tại lễ trao Giải Âm nhạc độc lập lần thứ 6, thứ 10 và thứ 11 nhằm hỗ trợ sự nghiệp của các nghệ sĩ độc lập. Tháng 5 năm 2015, Osbourne nhận giải Ivor Novello cho Thành tựu trọn đời từ Viện nhạc sĩ, nhà soạn nhạc và học giả Liên hiệp Anh tại một buổi lễ được tổ chức ở Khách sạn Grosvenor House, Luân Đôn. Năm 2016, Osbourne có một chiếc xe điện mặt đất được đặt theo tên ông ở thành phố quê nhà Birmingham.
Ngày 6 tháng 4 năm 2021, Osbourne được ghi danh ở hạng mục người nổi tiếng của Đại sảnh danh vọng WWE nhờ nhiều lần xuất hiện trong sự kiện, nổi bật là việc ông có mặt tại WrestleMania 2 vào năm 1986.

## Đời tư

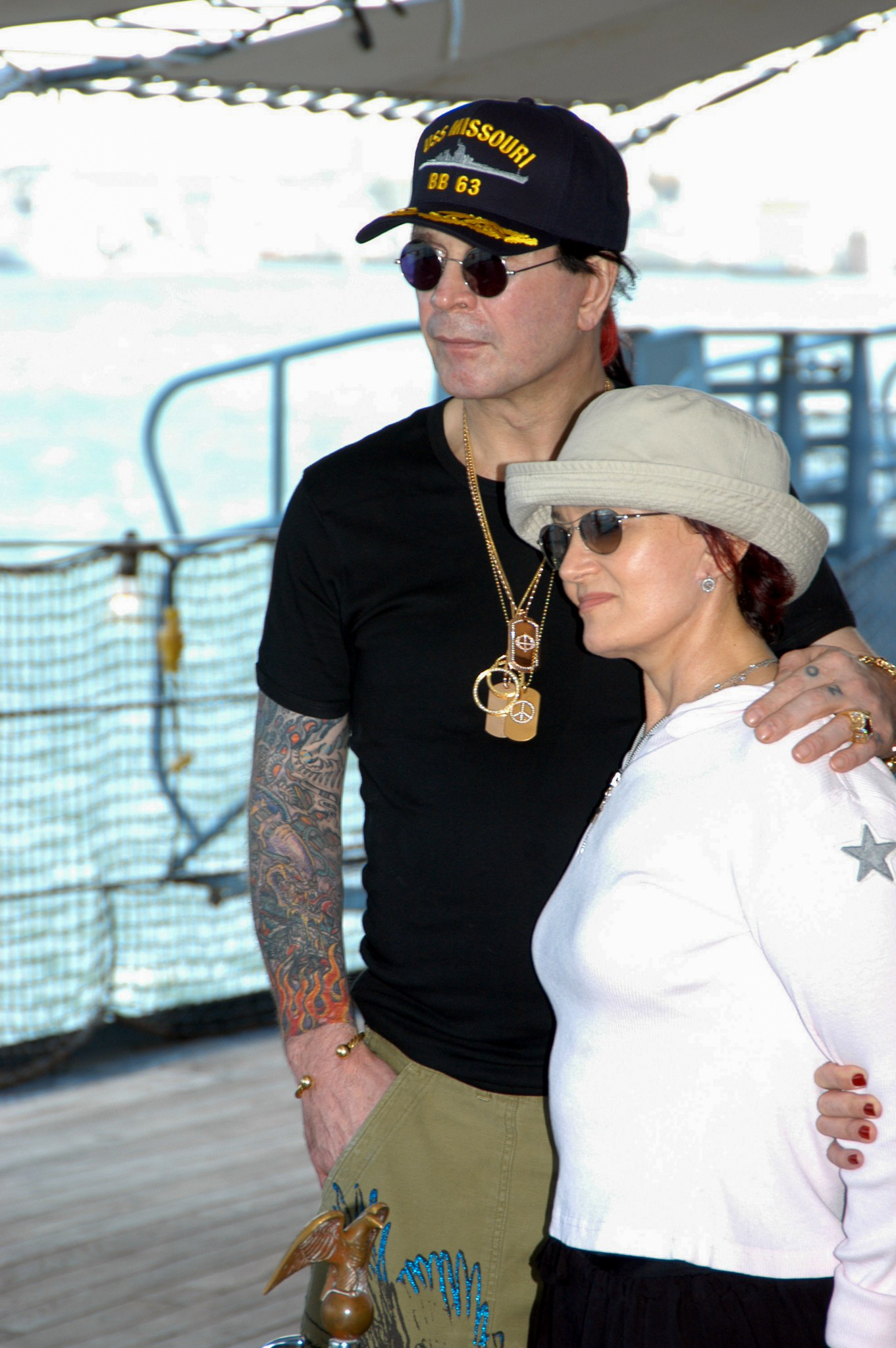
Ozzy và Sharon Osbourne ở Hawaii (2004)

Năm 1971, Osbourne gặp người vợ đầu là Thelma (nhũ danh Riley) tại một câu lạc bộ đêm ở Birmingham có tên là Rum Runner, cũng là nơi bà làm việc. Họ kết hôn cuối năm đó, hai đứa con Jessica và Louis sớm chào dời trong lúc Osbourne nhận nuôi cậu con trai Elliot của Thelma. Sau này Osbourne gọi cuộc hôn nhân đầu của mình là "một sai lầm khủng khiếp". Việc sử dụng ma túy và rượu, cộng với những lần thường xuyên vắng mặt khi đi lưu diễn cùng Black Sabbath đã tác động đến cuộc sống của gia đình ông; những đứa con của ông sau này phàn nàn rằng ông không phải là một người cha tốt. Trong bộ phim tài liệu God Bless Ozzy Osbourne công chiếu năm 2011 do cậu con trai Jack sản xuất, Osbourne ngượng ngùng thừa nhận rằng ông thậm chí chẳng thể nhớ nổi Louis và Jessica đã ra đời khi nào.
Osbourne cưới người quản lý Sharon Arden vào ngày 4 tháng 7 năm 1982 và cặp đôi có 3 đứa con cùng nhau: Aimee (sinh ngày 2 tháng 9 năm 1983), Kelly (sinh ngày 27 tháng 10 năm 1984) và Jack (sinh ngày 8 tháng 11 năm 1985). Sau này ông thú nhận rằng đã chọn ngày Độc lập Hoa Kỳ "4 tháng 7" để không bao giờ quên lễ kỷ niệm hôn nhân của mình. Tay guitar Randy Rhoads dự đoán vào năm 1981 rằng cặp đôi "có thể sẽ kết hôn vào một ngày nào đó" mặc cho họ thường xuyên cãi vã và thực tế lúc bấy giờ Osbourne vẫn đang chung sống cùng Thelma. Osbourne có rất nhiều cháu chắt.
Osbourne đã viết một bài hát cho cô con gái Aimee của mình, bài này là đĩa mặt B trong album Ozzmosis. Ở cuối bài hát, có thể nghe thấy cô cón gái nói "Con sẽ luôn là thiên thần của bố", ám chỉ phần lời điệp khúc của bài hát. Bài "My Little Man" xuất hiện trong đĩa Ozzmosis được sáng tác nói về cậu con trai Jack. Gia đình Osbourne phân chia thời gian ở dinh thự Buckinghamshire và một căn nhà ở Los Angeles, California.
Mặc dù Osbourne từ lâu đã bị cáo buộc là người thờ quỷ Satan, nguồn tin từ The New York Times vào năm 1992 lại cho hay ông là thành viên của Giáo hội Anh và cầu nguyện trước mỗi buổi diễn. Năm 2002, Osbourne và vợ Sharon được mời tới dự bữa tối của Hiệp hội phóng viên Nhà Trắng bởi phóng viên Greta Van Susteren của Fox News Channel. Tổng thống lúc ấy là George W. Bush chú ý tới sự hiện diện của Osbourne bằng câu đùa, "Nói về Ozzy thì ông ấy làm ra rất nhiều bài hit lớn – 'Party with the Animals', 'Sabbath Bloody Sabbath', 'Facing Hell', 'Black Skies' và 'Bloodbath in Paradise'. Ozzy, Mẹ tôi yêu nhạc của ông lắm."

## Tranh cãi

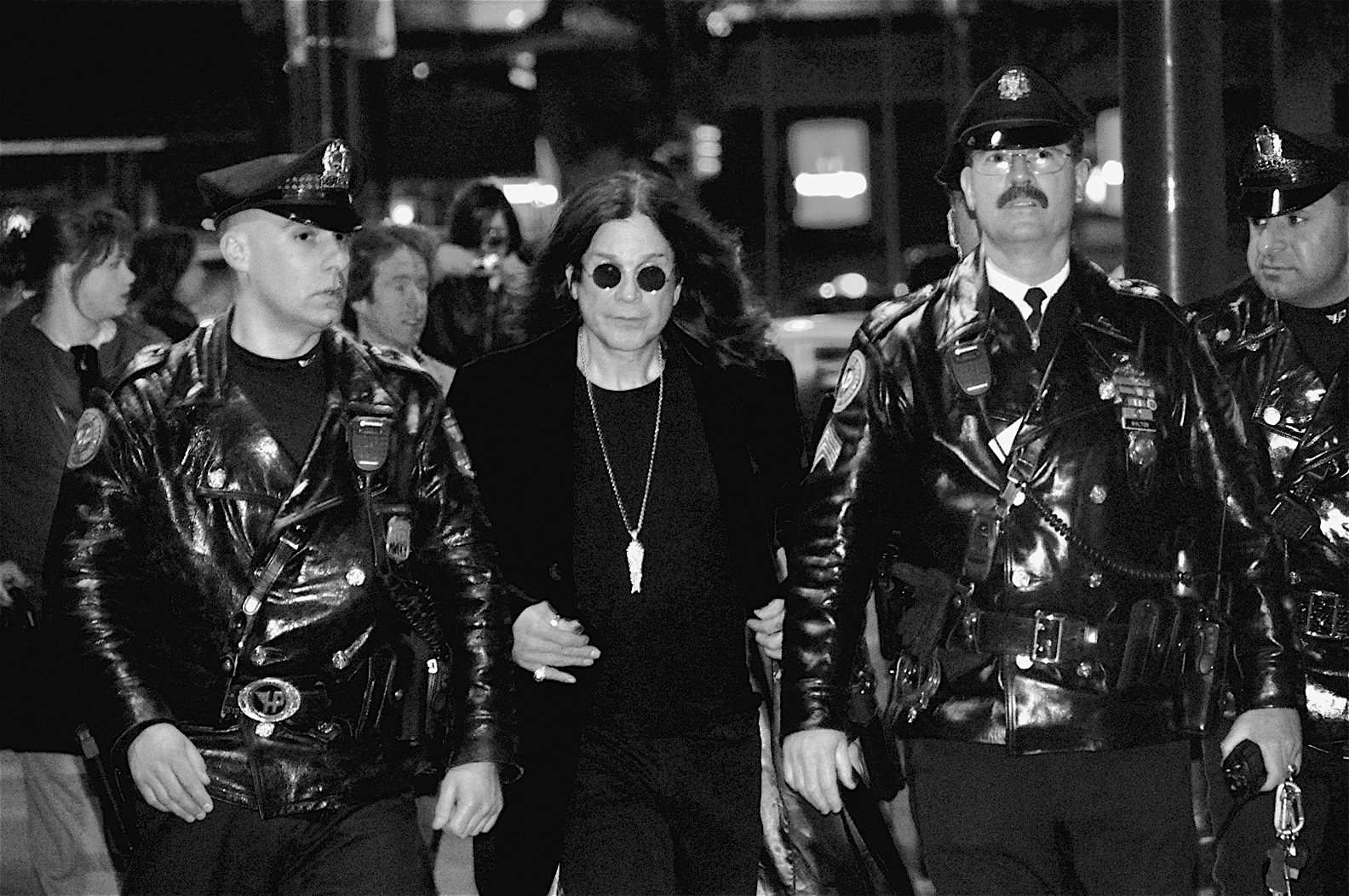
Osbourne với sự hộ tống của các sĩ quan cảnh sát Philadelphia đã rời Trung tâm thành phố sau khi ký tặng các bản sao của cuốn tự truyện I Am Ozzy vào ngày 27 tháng 1 năm 2010.

Trong suốt sự nghiệp, nhiều nhóm tôn giáo đã cáo buộc Osbourne gây tác động tiêu cực lên giới thanh thiếu niên, cho rằng thể loại nhạc rock của ông được dùng để cổ xúy đạo Satan. Học giả Christopher M. Moreman đã so sánh tranh cãi này với những tranh cãi trước đây nhắm vào nhà huyền bí học Aleister Crowley. Cả hai đều bị giới truyền thông và một vài nhóm tôn giáo hình tượng hóa quỷ bởi những trò liều lĩnh của họ. Mậc dù Osbourne cổ động phép so sánh trên với bài hát "Mr. Crowley", ông lại phủ nhận cáo buộc mình là người thờ quỷ Satan; trái lại, Osbourne được cho là một thành viên của Giáo hội Anh và ông cầu nguyện trước khi lên sân khấu ở mỗi đêm hòa nhạc.
Năm 1981, sau khi ký hợp đồng thu âm đầu tiên trong sự nghiệp solo, Osbourne đã cắn đứt đầu một con chim bồ câu trong buổi họp gặp các giám đốc của CBS Records ở Los Angeles. Dường như lúc đầu ông định thả đám bồ câu bay lên không trung nhằm thể hiện dấu hiệu của tình hữu nghị, nhưng do lúc ấy đang bị say, thay vào đó ông tóm lấy một con chim bồ câu và bứt đầu nó ra. Sau đó ông nhả cái đầu chim ra, với máu vẫn còn vương lại trên môi ông. Mặc dù gây tranh cãi, hành động bứt đầu chim đã được bắt chước giễu nhại và nhắc đến bóng gió nhiều lần trong suốt sự nghiệp của ông, qua đó phần nào làm nên tên tuổi của Osbourne.
—Osbourne tự miêu tả mình trong bộ phim tài liệu Hellraisers chiếu trên kênh Channel 4 vào năm 2000.
Ngày 20 tháng 1 năm 1982, Osbourne cắn đứt đầu một con dơi mà ông tưởng là cao su trong lúc biểu diễn ở Phòng họp tưởng niệm cựu chiến binh ở Des Moines, Iowa. Năm 2004, tạp chí Rolling Stone liệt vụ việc ở vị trí số 2 trong "Những giai thoại điên rồ nhất của rock". Trong khi bài viết Rolling Stone nói rằng con dơi vẫn còn sống, cậu thiếu niên 17 tuổi tên là Mark Neal (người ném con dơi lên sân khấu) lại cho biết nó đã chết. Theo lời Osbourne viết trong tập sách nhỏ thuộc album tái bản Diary of a Madman (2002), con dơi không chỉ còn sống mà còn cố cắn ông, làm Osbourne phải đi điều trị bệnh dại. Ngày 20 tháng 1 năm 2019, Osbourne mừng lễ kỷ niệm 37 năm nhân ngày diễn ra sự cố cơn dơi bằng cách cho bày bán mặt hàng đồ chơi 'Ozzy Plush Bat' với chức năng "cái đầu có thể tháo rời" trên cửa hàng trực tuyến của ông. Trang web cho biết lô đồ chơi đầu tiên đã bán hết sạch chỉ sau vài giờ.
Vào dịp Giao thừa năm 1983, một cậu thanh niên người Canada tên James Jollimore đã sát hại một phụ nữ cùng hai con trai cô tại Halifax, Nova Scotia sau khi nghe bài hát "Bark at the Moon". Một người bạn của tên sát nhân cho hay: "Jimmy nói rằng mỗi lần nghe bài hát là anh ấy cảm thấy trong người mình thật lạ... Anh ấy nói rằng khi nghe bài hát vào đêm Giao thừa, anh đã đi ra ngoài và đâm chết người".

## Thành viên
Đội hình hiện tại:
- Ozzy Osbourne – hát (1979–nay)
- Zakk Wylde – lead guitar (1987–1992, 1995, 1998, 2001–2004, 2006–2009, 2017–nay)[125]
- Rob "Blasko" Nicholson – bass (2003, 2006–nay)
- Adam Wakeman – keyboard, rhythm guitar (2004–nay)
- Tommy Clufetos – trống (2010–nay)

## Danh sách đĩa nhạc
| Album phòng thu - Blizzard of Ozz (1980) - Diary of a Madman (1981) - Bark at the Moon (1983) - The Ultimate Sin (1986) - No Rest for the Wicked (1988) - No More Tears (1991) - Ozzmosis (1995) - Down to Earth (2001) - Under Cover (2005) - Black Rain (2007) - Scream (2010) - Ordinary Man (2020) - Patient Number 9 (2022) | Album phòng thu - Black Sabbath (1970) - Paranoid (1970) - Master of Reality (1971) - Vol. 4 (1972) - Sabbath Bloody Sabbath (1973) - Sabotage (1975) - Technical Ecstasy (1976) - Never Say Die! (1978) - Reunion (1998) - 13 (2013) |

## Lưu diễn
- Polka Tulk Blues/Earth Tour 1968–1969 – với Black Sabbath
- Black Sabbath Tour 1970 – với Black Sabbath
- Paranoid Tour 1970–1971 – với Black Sabbath
- Master of Reality Tour 1971–1972 – với Black Sabbath
- Vol. 4 Tour 1972–1973 – với Black Sabbath
- Sabbath Bloody Sabbath Tour 1973–1974 – với Black Sabbath
- Sabotage Tour 1975–1976 – với Black Sabbath
- Technical Ecstasy Tour 1976–1977 – với Black Sabbath
- Never Say Die! Tour 1978 – với Black Sabbath
- Blizzard of Ozz Tour (1980–1981) – nghệ sĩ hát đơn
- Diary of a Madman Tour (1981–1982) – nghệ sĩ hát đơn
- Speak of the Devil Tour (1982–1983) – nghệ sĩ hát đơn
- Bark at the Moon Tour (1983–1985) – nghệ sĩ hát đơn
- The Ultimate Sin Tour (1986) – nghệ sĩ hát đơn
- No Rest for the Wicked Tour (1988–1989) – nghệ sĩ hát đơn
- Theatre of Madness Tour (1991–1992) – nghệ sĩ hát đơn
- No More Tours Tour (1992) – nghệ sĩ hát đơn
- Retirement Sucks Tour (1995–1996) – nghệ sĩ hát đơn
- Ozzfest Tour 1997 – với Black Sabbath
- The Ozzman Cometh Tour (1998) – nghệ sĩ hát đơn
- European Tour 1998 – với Black Sabbath
- Reunion Tour 1998–1999 – với Black Sabbath
- Ozzfest Tour 1999 – với Black Sabbath
- US Tour 1999 – với Black Sabbath
- European Tour 1999 – với Black Sabbath
- Ozzfest Tour 2001 – với Black Sabbath
- Ozzfest Tour 2004 – với Black Sabbath
- Merry Mayhem Tour (2001) – nghệ sĩ hát đơn[126]
- Down to Earth Tour (2002) – nghệ sĩ hát đơn
- European Tour 2005 – với Black Sabbath
- Ozzfest Tour 2005 – với Black Sabbath
- Black Rain Tour (2008) – nghệ sĩ hát đơn
- Scream World Tour (2010–2011) – nghệ sĩ hát đơn
- Black Sabbath Reunion Tour, 2012–2014 – với Black Sabbath[127]
- Ozzy and Friends Tour (2012; 2015) – nghệ sĩ hát đơn
- The End Tour – với Black Sabbath 2016–2017
- No More Tours II (2018) – nghệ sĩ hát đơn[128]
- Back to the Beginning (2025) – nghệ sĩ hát đơn và với Black Sabbath

## Danh sách phim
- Trick or Treat (1986) - Đức cha Aaron Gilstrom
- The Decline of Western Civilization Part II: The Metal Years (1988) - Chính ông (Phim tài liệu)
- The Jerky Boys: The Movie (1995) - Quản lý ban nhạc
- South Park (1999) - Chính ông (lồng tiếng)
- Little Nicky (2000) -  Chính ông
- Moulin Rouge! (2001) - The Green Fairy (lồng tiếng)
- Austin Powers in Goldmember (2002) - Chính ông
- Dame Edna Live at the Palace (2003)
- Robbie the Reindeer in Close Encounters of the Herd Kind (2007) - Vicar (lồng tiếng)
- Brütal Legend (2009) (trò chơi điện tử) - The Guardian of Metal, Dadbat (lồng tiếng)
- Gnomeo & Juliet (2011) - Fawn (lồng tiếng)
- Fish Hooks (2011) - Earth Troll (lồng tiếng)
- Howard Stern on Demand (2013) - Chính ông
- Bubble Guppies (2015) - Sid Fishy (lồng tiếng)
- Biệt đội săn ma (2016) - Chính ông
- The 7D (2016) - Duke the Drear (lồng tiếng)
- Sherlock Gnomes (2018) - Fawn (lồng tiếng)
- Rockfield: The Studio On The Farm (2020) - Chính ông[129][130]
- Trolls World Tour (2020) - Vua Thrash